# Deutsche Sledge-Eishockey Liga 2010/11
Die Saison 2010/11 war die elfte Spielzeit der Deutschen Sledge-Eishockey Liga. Die Saison startete am 9. Oktober 2010 und endete am 17. April 2011. Die Ice Lions Langenhagen gewannen erneut die Deutsche Meisterschaft. Die Wiehl Penguins und Kamen Barbarians komplettierten die Top drei. Die Heidelberg Ice Knights verloren alle ihre zehn Saisonspiele.

## Teilnehmer
- SG Bremer Pirates/Hamburg Bulldogs
- Cardinals Dresden
- Heidelberg Ice Knights
- Kamen Barbarians
- Ice Lions Langenhagen
- Wiehl Penguins

## Modus
Die sechs teilnehmenden Mannschaften trugen die Spielzeit im Ligasystem aus. Dabei spielte jedes Team insgesamt zehnmal und somit zweimal gegen jede andere Mannschaft. Insgesamt umfasste die Saison 30 Spiele. Für einen Sieg gab es drei Punkte. Bei einem Unentschieden folgte ein Penaltyschießen. Der Sieger des Penaltyschießens erhielt zwei Punkte, der unterlegenen Mannschaft wurde ein Zähler gutgeschrieben.

## Abschlusstabelle
Abkürzungen: Sp = Spiele, S = Siege, SnP = Siege nach Penaltyschießen, NnP = Niederlage nach Penaltyschießen, N = Niederlagen, ET = Erzielte Tore, GT = Gegentore, TD = Tordifferenz, Pkt = Punkte
| Pos |                        | Sp | S  | SnP | NnP | N  | ET | GT  | TD   | Pkt |
| --- | ---------------------- | -- | -- | --- | --- | -- | -- | --- | ---- | --- |
| 1   | Ice Lions Langenhagen  | 10 | 10 | 0   | 0   | 0  | 89 | 7   | +82  | 30  |
| 2   | Wiehl Penguins         | 10 | 6  | 1   | 0   | 3  | 79 | 13  | +66  | 20  |
| 3   | Kamen Barbarians       | 10 | 6  | 0   | 1   | 3  | 37 | 35  | +2   | 19  |
| 4   | SG Bremen/Hamburg      | 10 | 5  | 0   | 0   | 5  | 49 | 32  | +17  | 15  |
| 5   | Cardinals Dresden      | 10 | 2  | 0   | 0   | 8  | 12 | 76  | −64  | 6   |
| 6   | Heidelberg Ice Knights | 10 | 0  | 0   | 0   | 10 | 10 | 113 | −103 | 0   |